# جوائز الموسيقى العالمية
جوائز الموسيقى العالمية (بالإنجليزية: World Music Awards)‏ هو احتفالية جوائز دولية تأسست في عام 1989 تحت رعاية عالية من أمير موناكو ألبرت الثاني، ويقع مقرها في مونت كارلو. تُقدم الجوائز إلى الفنانين الأكثر مبيعاً في العالم في مختلف الفئات وإلى الفنانين الأكثر مبيعاً من كل منطقة جغرافية كُبرى. يتم توفير بيانات المبيعات من قبل الاتحاد الدولي للصناعة الفونوغرافية (إفي). يتم التصويت على تسع جوائز على الإنترنت من قبل الجمهور. الجوائز مطلية بالذهب، كل منها يصور فناناً يحمل العالم

## المساعدات الخيرية
تقوم جوائز الموسيقى العالمية ببناء المستشفيات والمدارس ودور الأيتام من خلال مؤسسة موناكو للمساعدات وجمعية كومبوني التبشيرية التي تُغطي أفريقيا وآسيا وأوروبا الشرقية والبرازيل. وهناك 23 مركزًا تشغيلياً لإنقاذ الأرواح وتوفير المأوى في بورت بويت في ساحل العاج والتي تقدم الخدمات لما يصل عدده 000 170 نسمة، ومستشفى، ومنازل، ومدرسة في الهند، ودار رعاية في سري لانكا للفتيات المعوقات، ومستشفى في رواندا، ومستشفى في دارفور، ومستشفى ومدرسة في النيجر، ومركزاً صحياً وداراً للرعاية في الكاميرون، ومستشفى في كمبوديا. وبالإضافة إلى ذلك، تم بناء منزل للأطفال المشردين في البرازيل، بالإضافة إلى مستشفى و 12 منزلاً في مدغشقر، وتجديد مستشفى قائم في مدينة المقطم بمصر.

## الجوائز
| العام | الموقع                       | مسرح الحدث                             |                    |
| ----- | ---------------------------- | -------------------------------------- | ------------------ |
| 1989  | مونت كارلو، موناكو           | قاعة النجوم في مجمع مونت كارلو سبوتينغ |                    |
| 1990  | مونت كارلو، موناكو           | قاعة النجوم في مجمع مونت كارلو سبوتينغ |                    |
| 1991  | مونت كارلو، موناكو           | قاعة النجوم في مجمع مونت كارلو سبوتينغ |                    |
| 1992  | مونت كارلو، موناكو           | قاعة النجوم في مجمع مونت كارلو سبوتينغ |                    |
| 1993  | مونت كارلو، موناكو           | قاعة النجوم في مجمع مونت كارلو سبوتينغ |                    |
| 1994  | مونت كارلو، موناكو           | قاعة النجوم في مجمع مونت كارلو سبوتينغ |                    |
| 1995  | مونت كارلو، موناكو           | قاعة النجوم في مجمع مونت كارلو سبوتينغ |                    |
| 1996  | مونت كارلو، موناكو           | قاعة النجوم في مجمع مونت كارلو سبوتينغ |                    |
| 1997  | مونت كارلو، موناكو           | قاعة النجوم في مجمع مونت كارلو سبوتينغ |                    |
| 1998  | مونت كارلو، موناكو           | قاعة النجوم في مجمع مونت كارلو سبوتينغ |                    |
| 1999  | مونت كارلو، موناكو           | قاعة النجوم في مجمع مونت كارلو سبوتينغ |                    |
| 2000  | مونت كارلو، موناكو           | قاعة النجوم في مجمع مونت كارلو سبوتينغ |                    |
| 2001  | مونت كارلو، موناكو           | قاعة النجوم في مجمع مونت كارلو سبوتينغ |                    |
| 2002  | مونت كارلو، موناكو           | قاعة النجوم في مجمع مونت كارلو سبوتينغ |                    |
| 2003  | مونت كارلو، موناكو           | قاعة النجوم في مجمع مونت كارلو سبوتينغ |                    |
| 2004  | لاس فيغاس، الولايات المتحدة  | مركز توماس وماك                        |                    |
| 2005  | لوس أنجلوس، الولايات المتحدة | مسرح كوداك                             |                    |
| 2006  | لندن، إنجلترا                | مركز معارض إيرلز كورت                  |                    |
| 2007  | مونتي كارلو، موناكو          | قاعة النجوم                            |                    |
| 2008  | مونتي كارلو، موناكو          | قاعة النجوم                            |                    |
| 2009  | لم تُقام الإحتفالية           | لم تُقام الإحتفالية                     |                    |
| 2010  | مونتي كارلو، موناكو          | قاعة النجوم                            |                    |
| 2011  | لم تُقام الإحتفالية           | لم تُقام الإحتفالية                     |                    |
| 2012  | لم تُقام الإحتفالية           | لم تُقام الإحتفالية                     |                    |
| 2013  | لم تُقام الإحتفالية           | لم تُقام الإحتفالية                     |                    |
| 2014 ‏ | مونتي كارلو، موناكو          | قاعة النجوم                            |                    |
| 2015  | لم تُقام الإحتفالية           | لم تُقام الإحتفالية                     | لم تُقام الإحتفالية |
| 2016  | لم تُقام الإحتفالية           | لم تُقام الإحتفالية                     | لم تُقام الإحتفالية |
| 2017  | لم تُقام الإحتفالية           | لم تُقام الإحتفالية                     | لم تُقام الإحتفالية |

### جوائز العمالقة
Past Legend Award winners include:
| - اليسا - مادونا - مايكل جاكسون - باتي لابيل - تاركان - عمرو دياب - برنس - ويتني هيوستن - سيلين ديون - ديفيد بوي - جينيفر لوبيز - ماريا كاري - جانيت جاكسون - كارلوس سانتانا - ديانا روس - ستيفي وندر - لاينل ريتشي - ري تشارلز - باري وايت - إلتون جون - تينا ترنر | - رود ستيوارت - شير - بي جيز - INXS - خوليو إجلسياس - جورج بنسون - كريس دو بيرغ - بيونسيه - كليف ريتشارد - ستيتاس كو - ديب بيربل - لوتشانو بافاروتي - بلاثيدو دومينغو - توني بينيت - شاكا خان - جلوريا جاينور - دستنيز تشايلد - ساكيس روفاس | - فلو رايدا - ريكي مارتن |

### الجائزة الماسية
تم إنشاء الجائزة الماسية للموسيقى العالمية في عام 2001 لتكريم الفنانين الذين باعوا أكثر من 100 مليون نسخة خلال كامل حياتهم المهنية. وقد مُنح ستة فنانين هذه الجائزة.
- 2001: رود ستيوارت
- 2003: ماريا كاري
- 2004: سيلين ديون
- 2005: بون جوفي
- 2006: مايكل جاكسون
- 2008: البيتلز

### جوائز الألفية
بعيداً عن الفنانين الأكثر مبيعاً في العالم في مختلف الفئات والفنانين الأكثر مبيعاً حسب الدول، قُدمت جوائز الألفية الخاصة في عام 2000 إلى الفنان الأكثر مبيعاً للأغاني في العالم خلال كل العصور. وقُدمت الجوائز إلى مايكل جاكسون وماريا كاري في فئات جوائز الفنانين الذكور والإناث.